# Noordcentraal-Bulgarije
Noordcentraal-Bulgarije of Severen Tsentralen (Bulgaars: Северен централен) is een regio in het centrale noorden van Bulgarije. Het gebied bestaat uit de volgende (vijf) oblasten: Gabrovo, Razgrad, Roese, Silistra en Veliko Tarnovo. De regio heeft een oppervlakte van ongeveer 14.800 km² en de hoofdplaats is Roese met c. 133.000 inwoners. Eind 2021 had de regio naar schatting ruim 750.795 inwoners en een bevolkingsdichtheid van 50,7 inw./km². De regio heeft hiermee de op een na kleinste bevolking en laagste bevolkingsdichtheid van Bulgarije - alleen Severozapaden is minder dichtbevolkt. 

## Bevolking
De regio Severen Tsentralen heeft een gemengde bevolkingssamenstelling, maar de etnische Bulgaren vormen veruit de grootste bevolkingsgroep - met uitzondering van Razgrad, waar de Bulgaarse Turken de grootste groep vormen. Ook in sommige plattelandsgemeenten in Silistra en Roese zijn Turkse enclaves te vinden, zoals Doelovo, Kaïnardzja en Vetovo. Naast de etnische Bulgaren en de  Turken leeft er ook een substantiële minderheid van Roma in de regio, waarvan een groot deel het Turks spreekt als moedertaal.
De demografische ontwikkelingen in de regio Severen Tsentralen zijn ongunstig. De natuurlijke bevolkingsgroei is al decennialang negatief, terwijl de emigratiecijfers betrekkelijk hoog zijn. In 2021 werden er slechts 5.469 kinderen geboren, waarmee het bruto geboortecijfer 7,2‰ was (oftewel: 7,2 geboortes per 1000 inwoners). Daarentegen werden er 19.196 sterftegevallen geregistreerd, wat resulteerde in een bruto sterftecijfer van 25,5‰ (oftewel: 25,5 sterftes per 1000 inwoners). De natuurlijke bevolkingsgroei kwam uit op -13.727 personen, wat -18,3‰ was. Zowel op het platteland (-24,1‰) als in steden (15,0‰) was de natuurlijke aanwas laag.
De regio Severen Tsentralen had het laagste  vruchtbaarheidscijfer in Bulgarije met gemiddeld  1,43 kinderen per vrouw in 2021, wat ongeveer 10% lager dan het Bulgaarse gemiddelde van 1,58 kinderen per vrouw. Alleen in oblast Silistra (1,6 kinderen per vrouw) was het vruchtbaarheidscijfer hoger dan het landelijke gemiddelde. 

### Grote steden
Op 31 december 2021 had de regio Severen Tsentralen een urbanisatiegraad van 66,2% (497.209 stedelingen versus 253.586 dorpelingen), wat lager was dan het landelijke gemiddelde van 75%.
Belangrijk steden met inwonerstallen in 2021 waren:
- Roese: 133.813 inwoners;
- Veliko Tarnovo: 65.793 inwoners;
- Gabrovo: 48.133 inwoners;
- Silistra: 29.498 inwoners;
- Razgrad: 28.931 inwoners;
- Gorna Orjachovitsa: 27.317 inwoners;
- Svisjtov: 22.917 inwoners;
- Sevlievo: 19.363 inwoners.

## Economie
De regio Severen Tsentralen is een van de vijf Bulgaarse regio’s die voorkomt in de lijst van de top tien armste regio’s van de Europese Unie, gebaseerd op het bruto binnenlands product (BBP) per inwoner in koopkrachtstandaard. Volgens Eurostat was het BBP per hoofd van de bevolking in 2018 slechts 35% van het EU-gemiddelde.
Noord-Oost (Severoiztotjen) · Noord-Centraal (Severen Tsentralen) · Noord-West (Severozapaden) · Zuid-Oost (Joegoiztotsjen) · Zuid-Centraal (Joezjen Tsentralen) · Zuid-West (Joegozapaden)